# 集邮博物馆
集邮博物馆（Philately Museum）是一家网络集邮博物馆，博物馆的宗旨是让邮友们在这个平台上能够找到关于集邮的资讯。博物馆的顾问团队包括国际集邮联合会（FIP）副主席兼亚邮联主席Prakob Chirakiti RDP会士, 原英国皇家邮学会（RPSL）会长 Patrick Maselis RDP会士, 皇家邮学会会士何辉庆教授，香港著名集邮家王剑智会士, 大英图书馆集邮部会士Richard Morel，皇家邮学会IT委员会主席Mark Bailey会士, 美国集邮协会总编Gary Loew和美国集邮网红Graham Beck。集邮博物馆创办人为张华东（Jack Zhang) 为中华全国集邮联合会（ACPF）理事，英国皇家邮学会（RPSL）理事和会士（FRPSL）。